# Accident minier d'Atacama de 2006
L'accident minier d'Atacama a eu lieu le 20 janvier 2006 à 8 h 30, lorsqu'une explosion se produisit dans la mine souterraine  de cuivre à Carola-Agustina à Copiapó au Chili, après l'explosion de deux camions entrés en collision, obstruant l'unique sortie des mineurs bloqués dans la mine.
L'explosion a causé deux morts et deux personnes blessées. 70 mineurs sont restés coincés à l'intérieur de la mine. Les efforts de secours ont duré sept heures, après lesquelles les 70 mineurs ont été secourus, sains et saufs.

## Conséquences
Après l'accident, la mine voisine de Punta de Cobre a bâti un tunnel pour permettre l'évacuation en cas d'urgence.